# Juillet 1811

## Événements
.

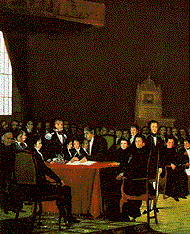
5 juillet : proclamation d'indépendance du Venezuela

- Le roi du Cambodge Ang Chan II est chassé par une intervention du roi du Siam Rama II qui soutient son frère et compétiteur Ang Snguon. Il se reconnaît vassal de Gia Long, empereur du Vietnam, qui lui permet de retrouver son trône en 1813[1].

- 3 juillet, guerre russo-turque : attaque des Turcs à Roustchouk. Koutouzov parvient à la repousser, mais se replie au-delà du Danube[2].

- 5 juillet :
  - Kounachir : un officier de marine russe, Vassili Golovnine (1776-1831) s’aventure dans les Kouriles[3]. Il est arraisonné par des garde-côtes japonais et fait prisonnier avec son équipage jusqu’en 1813. Les autorités shogunales profitent de sa captivité pour l’interroger sur les sciences occidentales et la puissance de l’Europe.
  - Francisco de Miranda et Simón Bolívar proclament l’indépendance du Venezuela[4]. Les insurgés, dirigés par Miranda, se heurtent à la résistance des oligarques créoles, inquiets de la radicalisation du mouvement, les llaneros conduits par le royaliste José Tomás Boves.

- 15 juillet : le Canadien David Thompson découvre la route du Pacifique par le fleuve Columbia. Il trouve à son embouche le fort Astoria, appartenant au Américains. La Compagnie du Nord-Ouest en hérite en 1812.

- 11 juillet, Venezuela : émeutes de Valencia, réprimées le 13 août par Miranda[5].

- 12 juillet, Mexique : victoire des insurgés à la bataille de Llanos de Santa Juana.

- 22 juillet : défaite française à la bataille des Arapiles près de Salamanque[6].

- 30 juillet : les insurgés métis et indiens sont vaincus et exécutés par l’armée loyaliste à Chihuahua[4]. Le prêtre métis José María Morelos (1765-1815) se joint à l’insurrection après l’exécution de Miguel Hidalgo.

## Naissances
- 11 juillet : William Grove (mort en 1896), avocat et chimiste amateur britannique.